# マリアンナ・トリアンタフィリドゥ
マリアンナ・トリアンタフィリドゥ（ギリシャ語: Μαριάννα Τριανταφυλλίδου, ラテン文字転写: Marianna Triantafyllidou, 1955年7月1日 -) は、ギリシャ人 元女優、元女性声優。

## テレビアニメ
- 魔法少女ララベル (ララベル)
- カードキャプターさくら (李苺鈴, 松本真樹)

## アニメ映画
- バーンヤード (エッタ)